# Clean Feed Records

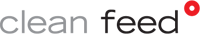
Logo

Clean Feed Records is een jazz-platenlabel, in 2001 opgericht in Portugal. Artiesten die door het label zijn uitgegeven zijn onder meer Anthony Braxton, Mark Dresser, Elliott Sharp, Eric Boeren, Scott Fields, Christian Lillinger, Charles Gayle en Otomo Yoshihide. Sinds 2006 organiseert het label jaarlijks een muziek-festival in New York, waar musici uit zijn stal optreden. Sinds 2010 worden die festivals ook gehouden in Chicago en enkele steden in Nederland en andere Europese landen.